# Соперники (мультфильм)
Соперники — советский мультипликационный фильм режиссёра Романа Качанова, выпущенный Творческим объединением кукольных фильмов киностудии «Союзмультфильм» в 1968 году. Для взрослых. О том, что нельзя судить по внешности — только в испытаниях проверяется преданность и храбрость.

## Сюжет
Сюжет мультфильма развивается в абстрактной африканской стране. За юной красавицей в селении ухаживают два поклонника. Один — худой, склонный к вранью и самолюбованию поэт, другой — плотный, обстоятельный обыватель. Поэт старается представить себя героем и присваивает себе совершённые обывателем подвиги. Красавица склонна отдать своё сердце поэту, но отец девушки решает провести для него испытание. В результате испытания выясняется, что поэт никакой не герой, и девушка выбирает обстоятельного, честного и «крепко стоящего на ногах» поклонника.
В начале и в конце мультфильма присутствуют игровые вставки, герой которых — мультипликатор-кукловод (актёр Виктор Филиппов). Он в самых общих чертах демонстрирует зрителю принципы «покадровой» съёмки в кукольной мультипликации.

## Создатели
| автор сценария                | Алексей Родионов |
| режиссёр                      | Роман Качанов |
| художник-постановщик          | Леонид Шварцман |
| оператор                      | Теодор Бунимович |
| композитор                    | Вадим Гамалия |
| звукооператор                 | Георгий Мартынюк |
| мультипликаторы:              | Майя Бузинова, Кирилл Малянтович, Владимир Пузанов, Владимир Филиппов |
| редактор                      | Наталья Абрамова |
| монтажёр                      | Вера Гокке |
| ассистент-художника           | Валентина Василенко |
| куклы и декорации изготовили: | Ю. Бенкевич, Геннадий Лютинский, Светлана Знаменская, Александр Максимов, Вера Калашникова, Фёдор Олейников, Лилианна Лютинская, Валерий Петров, Павел Лесин, Семён Этлис |
| под руководством              | Романа Гурова |
| директор картины              | Натан Битман |

## История создания
Сценарий фильма Роман Качанов предложил написать своему другу Алексею Аджубею. Известный журналист и общественный деятель времён Хрущёвской «оттепели», а также зять Никиты Хрущёва Алексей Аджубей находился тогда в опале. Для Аджубея, уволенного со всех официальных должностей, написание этого сценария было не только способом самореализоваться как сценаристу, но и хорошей возможностью заработать. Однако Качанову надо было обладать большой смелостью, чтобы взять сценаристом опального друга, так как этот шаг мог навлечь и на самого Качанова, и на картину «Соперники» гнев руководства КПСС и СССР.